# Mount Gimber
Mount Gimber ist ein vereister Berg im äußersten Westen der Thurston-Insel vor der Eights-Küste des westantarktischen Ellsworthlands. In den Walker Mountains ragt er 800 m südöstlich des Landfall Peak auf.
Das Advisory Committee on Antarctic Names benannte ihn 2003 nach Captain Harry Meeker Stuart Gimber (1909–1999), Kommandant des Zerstörers USS Brownson bei der Operation Highjump (1946–1947) der United States Navy.